# 金文泰
金文泰爵士，GCMG，KStJ，FRGS（1875年9月1日—1947年4月5日），英國殖民地官員，1930年至1934年任海峽殖民地總督兼英國駐馬來亞高級專員、1925年至1930年任第17任香港總督。
金文泰在1899年加入香港政府，早年歷任新界助理田土官、巡理府、助理輔政司、行政立法兩局秘書、以及署理輔政司兼兩局當然官守議員等職；出任港督前，他曾先後擔任過英屬圭亞那政府秘書（後改名輔政司）和錫蘭輔政司。在港督任內，他成功緩和持續多時的省港大罷工，使香港從百業蕭條的局面逐漸恢復過來；此外，他重視社會基礎發展，除了主持興建九龍醫院、瑪麗醫院和修築城門水塘外，又熱心推崇中國文化，設立香港首家官立中文學校和支持香港大學增設中文系，該座官立中文學校後來更名為金文泰中學，以紀念他對中文教育的重視。金文泰與香港華民各界關係要好，任內爭取委任周壽臣爵士為行政局歷來首位華人非官守議員，並准許新界鄉紳設立鄉議局管理地方事務，政績頗受稱譽。
在海峽殖民地總督與馬來亞高級專員任內，金文泰面對環球大蕭條下的經濟衰退，設法緊縮開支，又研究引入限制計劃，防止當地錫礦和橡膠業務因生產過剩而導致國際市場價格急跌，成功減輕大蕭條對當地經濟造成的衝擊。同時間，他為新加坡主持多項大型基建，當中包括海軍基地、加冷機場、克利福碼頭和丹戎巴葛火車總站等，以配合當地的急速發展。金文泰在任內提出的地方分權方案備受爭議，馬來屬邦政界擔心方案會削奪他們長久以來享有的自主性、而馬來亞華人和印巴裔社群則擔心方案連同一系列推動馬來文化和馬來語的政策，會變相使當局施政進一步向馬來人傾斜。金文泰的方案雖然深具遠見，但最終卻因強大的阻力被迫妥協，未能一展抱負，連同他推動限制移民入境等被指針對華人的舉措，均成為他任內的瑕疵。
作為一名學者型總督，金文泰早年就讀牛津大學時經已顯露出在拉丁文方面的才華。在香港任職期間，他更迅速學會廣東話和官話，並憑藉他對中國文化的熱愛，練得一手好書法，對中國詩詞也有深入的了解，是一位典型的漢學家和「中國通」。在公務之餘，他長年著作甚豐，題材涉足文學、歷史和地理等多個方面，學術造詣深受稱許，更被印度詩人泰戈爾評價為「在東方遇過最有修養的歐洲人」。金文泰還熱愛四處遊歷，曾走遍中國各省和深入印度等地，香港的不少郊野山徑，均由金文泰和他的妻子最先開闢而來。

## 生平

### 早年生涯
金文泰1875年9月1日生於英屬印度北方邦坎普爾一個英國殖民地官僚家庭，是家中長子，其父親孟塔古·克萊門蒂上校（Colonel Montagu Clementi，1839年－1919年）在當地任職軍法署署長，而母親為伊莎貝拉·科拉特（Isabel Collard，1850年－1930年）；金文泰的舅父兼教父史密士爵士是殖民地官員，曾於1887年至1893年擔任海峽殖民地總督。雖然金文泰生於印度，但他自幼在英國長大，早年受教於倫敦聖保羅公學，後升讀牛津大學莫德林學院。
在大學期間，金文泰修讀西洋古典學與梵文，學業十分出眾。他在1895年入圍赫福獎學金，翌年在第一次的西洋古典學考試中取得一級榮譽，並分別榮獲愛爾蘭獎學金與克雷文獎學金。1897年，他進而取得博登梵文獎學金，差一點獲得蓋斯福德希臘散文獎；1898年，他在人文學科中取得二級榮譽，同時取得文學士學位（B.A.）畢業。金文泰在1899年參與校監拉丁文散文比賽，惟未能取得第一名。1901年，他獲得文學碩士學位（M.A.），獲選為莫德林學院獨有的半院士（demyship）。1938年，他當選莫德林學院榮譽院士。
金文泰在學業上極有成就，本應從事學術研究，但沒有選擇在大學過學者生活。1899年取得文學士學位畢業後，他隨即投考公務員，在招聘試中名列第四。當時的社會主流意見認為遠東官職地位較為次級，他卻以到香港政府供職為首選。

### 殖民地生涯

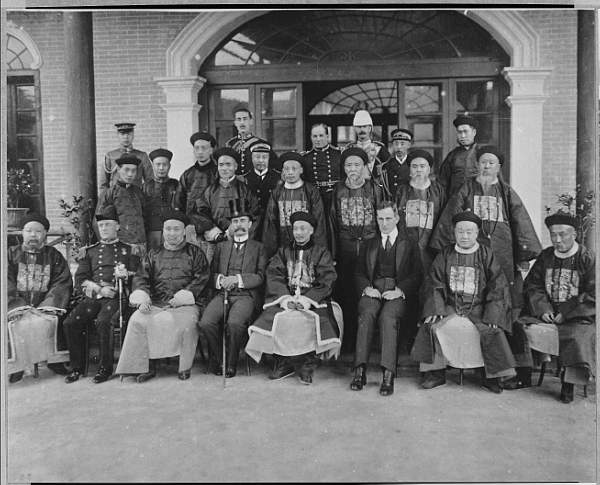
助理輔政司金文泰（前排右三）等英方官員陪同港督盧吉爵士（前排右五）於1911年3月24日在廣州拜會清廷兩廣總督張鳴岐（前排右四）等人

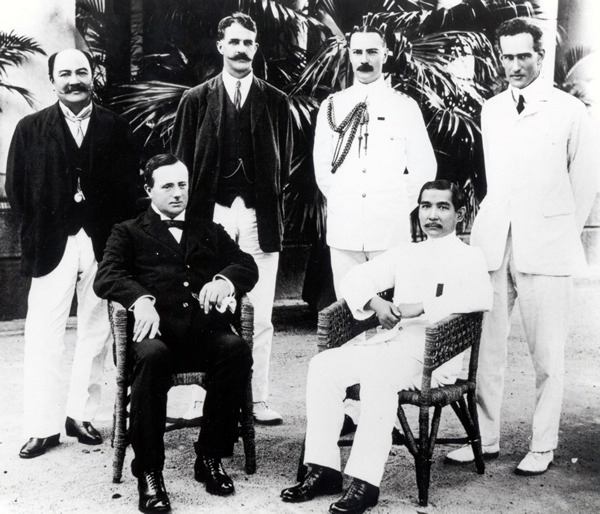
署理輔政司金文泰（右一）陪同護督施勳（左二）、華民政務司夏理德（左三）及立法局非官守華人議員何啟爵士（左一）等人在1912年5月於港督府內會見中華民國前任臨時大總統孫中山（右二）

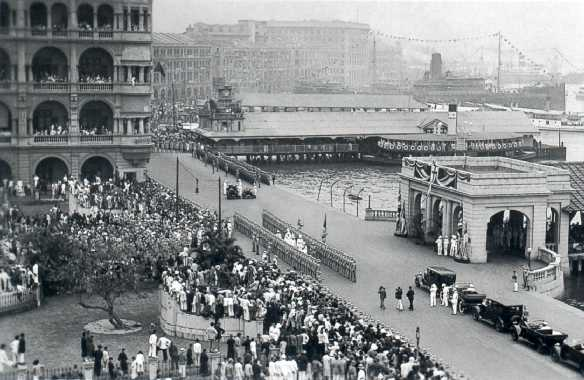
金文泰於1925年11月1日在皇后碼頭登岸履任港督時的情形

金文泰在1899年獲香港政府聘任為官學生（政務官前身）後，旋即獲安排到廣州學習粵語。當時義和團之亂爆發，他在1900年7月被迫返港。雖然如此，他以極速學好廣東話，1900年12月通過最後一份廣東話考試，創下一眾官學生在最短時間內通過考試的記錄。1902年他擔任廣東話考官，1906年他通過官話考試。
返回香港後，金文泰最初自1900年12月署任助理輔政司兼行政立法兩局秘書，復於1901年8月獲委任為助理總登記官，協助時任輔政司駱克爵士對在1899年接管的新界地區展開人口登記，期間曾署任土地法庭法官。他在1902年被借調到英屬印度政府參與一項特別工作，同年獲奉委香港官守太平紳士。翌年，他獲短暫調往中國廣西，參與當地的飢荒救濟工作。
金文泰返回香港後，於1904年5月出任新界助理田土官兼巡理府，主事新界土地丈量、土地登記和一般案件審理等事宜；1907年10月出任助理輔政司兼兩局秘書，任內曾於1909年以英帝國代表團香港代表身份出席以禁煙為主題的上海國際鴉片會議，1910年兼任時任護督梅含理爵士的私人秘書。金文泰參與了九廣鐵路開通的籌備工作，1911年3月24日以助理輔政司身份隨同香港總督盧吉爵士到廣州拜會兩廣總督張鳴岐，順道考察即將開通的九廣鐵路華段。1911年2月至6月、1911年11月至翌年2月、以及1912年3月至7月，金文泰三度署任輔政司兼兩局當然官守議員，1912年5月與護督施勳爵士等於港督府內接見中華民國前任臨時大總統孫中山。
於港府供職期間，金文泰的才華和辦事能力備受上司賞識。港督卜力爵士曾形容他是殖民地部「東方司最有才幹的人，作為一位思想家和學者，他日必有所成」。另一位港督盧吉爵士也認為金文泰才華洋溢，富有同情心，一度打算在香港大學成立時提名他出任創校校長，因故沒有成事。金文泰曾大力支持設立香港大學，在1911年4月奉委署任香港大學創校官守校董。香港大學1912年正式成立後，他為大學撰寫拉丁文校歌，捐贈大批重要中國典籍，著力為大學的中英文化關係研究籌款。校方為表答謝，1916年建議向金文泰頒授榮譽法學博士學位，此時他正身在外地，直至1926年他回香港出任港督，香港大學才得以向他頒授榮譽學位。
1913年，金文泰獲改派到英屬蓋亞那升任政府秘書兼當地的行政局、政策院及合議院當然官守議員，任內曾三度署任總督，其政府秘書的職稱復於1921年改名為輔政司。在當地任職期間，他特別關注華僑事務，並有深入的研究，曾著有《英屬圭亞那華人》（The Chinese in British Guiana）一書。1922年，金文泰改調到英屬錫蘭出任輔政司，同時兼任當地兩局當然官守議員，任內曾於1922年至1923年、1925年兩度署任錫蘭總督。在錫蘭供職期間，他積極倡議設立錫蘭大學，有關構思至1942年才得以實現。
1925年，香港及廣州出現大規模的省港大罷工，時任港督司徒拔爵士在事件中採取強硬態度，對工人拒不讓步，被英國政府撤換。英政府認為金文泰熟知中國文化，對華態度友善，委任他為第17任香港總督，以設法緩和省港局勢。1925年11月1日，金文泰正式抵港履新，是為香港歷史上第二位本地官學生出身的港督，也是首位從皇后碼頭登岸的港督，自他以後從該處登岸履新成為歷任港督的傳統。
金文泰出任港督的消息使當時的署理港督施勳爵士不滿，施勳認為金文泰固然有才華，但施勳出任香港輔政司之職15年，極有理由出任港督，因此他曾對有關任命「感到十分驚訝」。施勳在金文泰上任後不久就從港府退休。在殖民地供職多年的金文泰，在英屬蓋亞那輔政司任內於1916年獲英廷頒授CMG勳銜；上任港督後不久，復於1926年的新年授勳名單獲授KCMG勳銜，成為爵士；同年獲得KStJ勳銜。

### 香港總督

#### 緩解工潮
金文泰上任之時，省港大罷工的高潮已經過去，孫中山1925年3月逝世後，蔣介石逐步成為中國國民黨實際掌權者。蔣介石一方面反對聯俄容共，不再支持中國共產黨參與的大罷工，另一方面他又籌謀統一中國，計劃展開國民革命軍北伐，積極尋求外國支持，令香港與中國關係出現轉機。
金文泰認為「要維繫香港的安寧，就有必要和國民政府保持良好關係」，促使他上任後設法修補兩地關係。在得到羅旭龢和周壽臣爵士等香港華人社會領袖支持下，他努力使政府取得輿論認同。他讓政府向羅旭龢發放津貼，在香港發行反共報紙，讓香港政府與國民黨右派在同一陣線。另一方面，金文泰又積極與國民政府展開對話。上任後不久，他先後派出香港華人西醫杜應坤醫生、律政司金培源和署理輔政司夏理德等前往廣州商討解決罷工。未幾，他邀請國民黨要員宋子文訪問香港。在連串訪問中，金文泰與港府亦無讓步，對國民政府採取開放態度，兩者關係逐步修補。
1926年3月中山艦事件發生後，蔣介石解除罷工工人武裝。同年10月10日，國民政府解除對香港的封鎖，解散罷工委員會，結束持續多時的省港大罷工。1928年3月，金文泰代表英國政府，到廣州展開官式訪問，正式承認國民政府政權，修復兩地關係。
大罷工結束後，金文泰對勞工與工廠法例作出一定改善，限制聘用童工。他主持重新規劃市區的貧民區，改善貧民生活。省港大罷工令香港經濟大受打擊，但影響短暫。隨著轉口貿易恢復，香港1927年出口船隻總噸位數，直逼1924年罷工發生前水平，不斷上升，政府年收入也屢創新高，每年收益維持在2,000萬港元以上。

#### 妹仔問題
除了大罷工的亂局外，前任總督司徒拔爵士還留下妹仔問題，尚待金文泰解決。在金文泰任內，曾得到短暫平息的妹仔問題再次受到英國關注。當時，英國工黨的下議院議員愛倫·威爾金森（Ellen Wilkinson）向英國保守黨殖民地大臣里奧·艾默里提出要求重新審視港府對妹仔的政策，金文泰因此被著令對妹仔問題提出建議。
與他的前任一樣，金文泰認為妹仔是中國自古已有的一項傳統，不同意妹仔往往會淪為妓女的說法。他曾向英國政府建議把妹仔改稱「養女」了事。建議送出後不久，英國工黨在1929年英國大選中勝利，上台掌政，新任殖民地大臣帕斯菲爾德勳爵（Lord Passfield）是費邊社成員，金文泰的建議不獲帕斯菲爾德勳爵接納，還被要求儘早直接廢除妹仔制度。
英政府施壓下，金文泰促成立法局在1929年通過《女性家居服務（修訂）條例》，勒令所有妹仔必須在1930年5月31日前接受登記，並由當日起停止接受登記，以及嚴禁再販賣妹仔。與此同時，港府又派出專責人員探訪妹仔，確保她們得到適當待遇，以及定期獲發薪金。金文泰的措施平息有關妹仔存廢的爭議，但妹仔制度未能直接廢除。條例生效後，坊間仍有私下秘密販賣妹仔的情況，甚至以「養女」為名販賣妹仔，遊走在法例的灰色地帶。金文泰卸任多年以後，香港才在1938年再次通過修訂條例，規定所有領養女兒也必須接受登記，進一步打擊妹仔的秘密販賣，但妹仔要到二戰過後才真正式微。

#### 社會發展

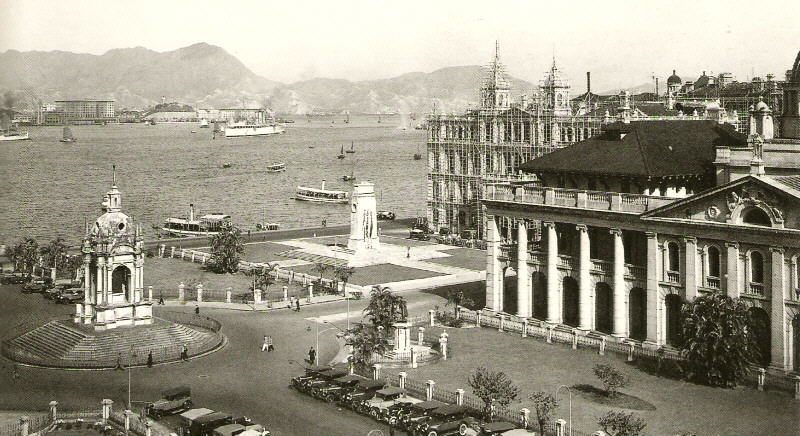
1920年代的中環

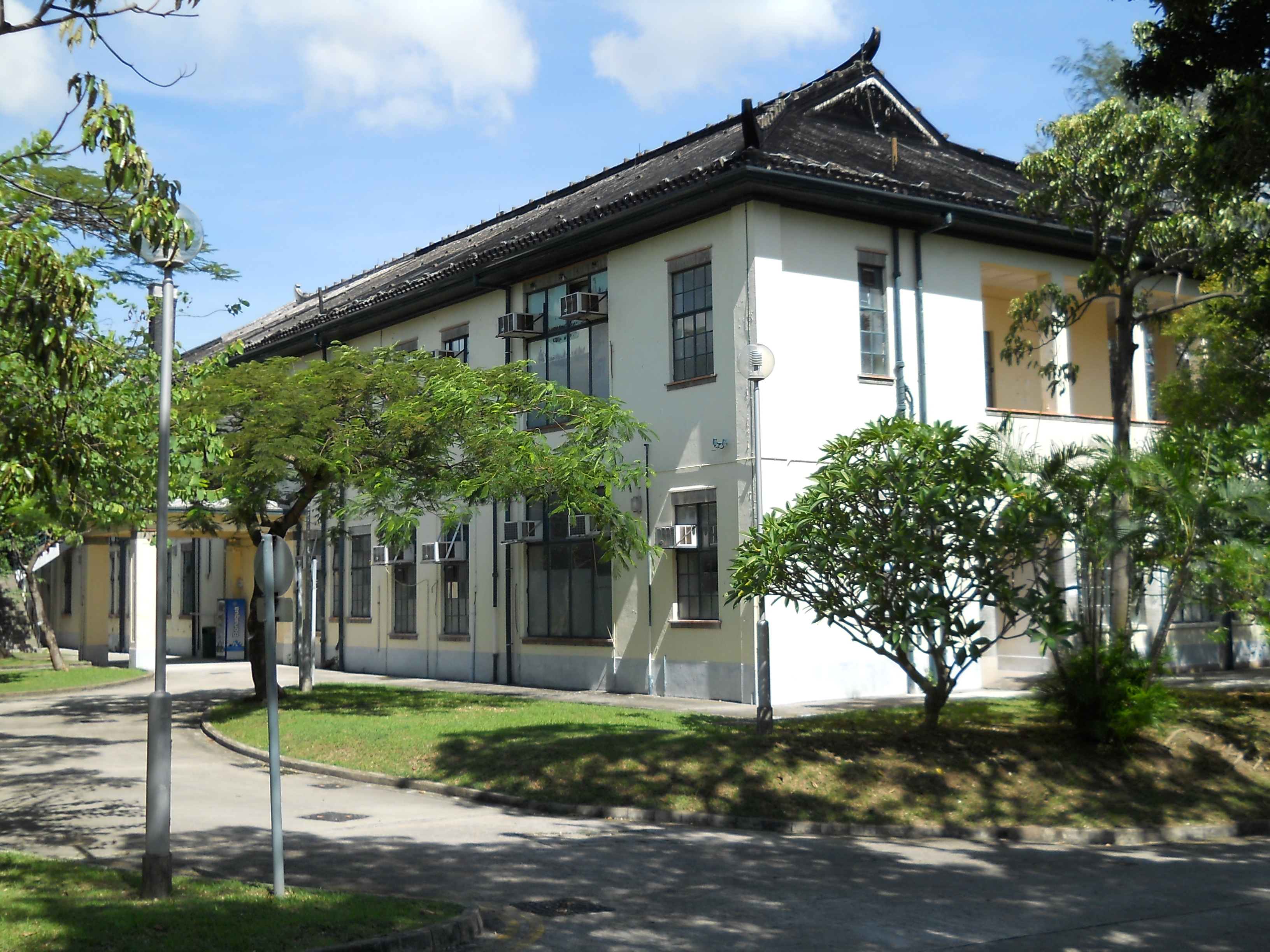
九龍醫院於1929年建成

金文泰任內積極發展社會基建，醫療衛生方面除了主持重建貧民區工作、改善衛生情況外，還於1929年建成九龍醫院，計劃在薄扶林興建規模浩大的瑪麗醫院，應付和滿足需求日增的醫療服務。為配合醫務工作的發展，他於1929年成立醫務衛生局（1938年改稱醫務衛生署），著手消除區內的風土傳染病，鼠疫得以在他任內絕跡香港，瘧疾一類常見的熱帶傳染病也得到有效控制。
在食水方面，金文泰任內著手擴建城門水塘，但香港1929年仍然遇上大旱。當年4月開始，由於久旱無雨，金文泰實施七級制水，每日供水兩小時。大旱一直持續至同年9月才告舒緩，期間港府曾成立食水供應委員會，設法節制用水，並從中國調來食水以濟水荒。惟當時食水仍然嚴重短缺，20萬名居民前往中國逃避旱災。事後，金文泰提出以海底水管輸水的建議，1930年建成全港第一條海底水管，試圖解決食水供應緊張的問題。
金文泰一直重視航空交通的發展潛能，1928年他決定讓政府接辦位於九龍的一個民用機場，以該處的原地主何啟爵士和區德的名字命名為啟德機場。他支持駐紮於啟德機場的皇家空軍，促使立法局通過向空軍所屬的飛行會每年發放定額津貼。金文泰讓船政司兼領民航處處長之職銜，使港府對航空交通的管理更具規模化。

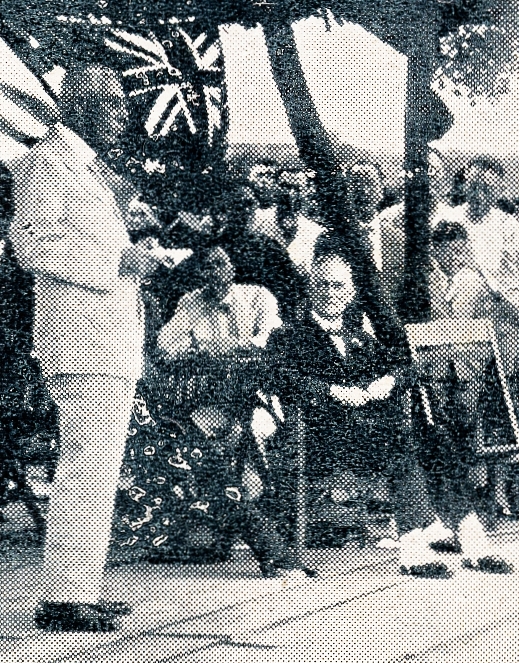
金文泰爵士（前排坐下）在1928年4月27日主持聖士提反男校赤柱新校舍動土儀式，圖中致辭者為兩局首席非官守議員普樂爵士

金文泰任內最為人津津樂道的事蹟，相信是他對中文教育之貢獻。金文泰雅好中文，熱愛中國文化，在他的提倡下，香港大學於1927年增設中文系，並以前清遺老賴際熙與區大典等翰林教授經典。受當時新文化運動影響，港大設立中文系一事遭到魯迅等反對禮教的文人學者大力抨擊。
金文泰任內響應周壽臣爵士、羅旭龢、曹善允、李右泉和馮平山等華人紳商的倡議，在1926年3月1日成立香港首間中文官立學校，名為官立漢文中學，由教育司署的漢文視學官兼任該校校長。1928年，金文泰頒布《中小學中文課程標準》，規定香港的中文學校與中華民國國民政府採用相同的「六三三」學制，讓中文學校學生能夠銜接到中國的學校課程。
金文泰1927年批准在赤柱撥地給聖士提反男校（今聖士提反書院）作為新校址。聖士提反男校原設於西營盤，於1903年創校，是當時香港唯一一所直接向英倫註冊的學校，不受香港教育司署管轄，辦學模式仿照英式公學，專門招攬香港華人子弟，以便他們畢業後可銜接升讀英國的大學。新校址的動土儀式由金文泰於1928年4月27日主持，主校舍於1930年初步建成。

#### 新界事務
金文泰早年曾長期在新界工作，與新界居民的關係比歷任港督要好。上任港督一個月後，金文泰立即巡視新界，獲得當地居民歡迎。1926年，他同意廢除被新界鄉民批評為不合理的新界補地價政策，同時改組由新界鄉紳發起的「新界農工商業研究總會」為鄉議局，賦予鄉紳更多管理地方事務的權力。金文泰的親善作風和深受鄉民歡迎，當年9月1日，新界鄉紳罕有地為港督祝壽。他們除了在大埔舉行盛大壽宴外，鄉議局又特意呈上《金文泰制軍五一賀壽序文》，以為紀念。
由於新界地區是在1899年與當時的清廷訂立《展拓香港界址專條》租借99年而得來，金文泰任內致力希望新界能夠像香港島和九龍一樣永久割讓予英國。1926年1月省港大罷工仍在進行的時候，他就向殖民地部提出要盡可能保住新界。1927年，他進而表示希望借國民政府北伐時將新界的租地「永久化」，時任英國駐華大使藍浦生爵士擔心此舉激化反殖民主義情緒而反對。1930年，英國將威海衛租借地交還中國時，金文泰向倫敦方面建議應借機爭取延長新界租約至1997年6月30日以後，不被接納。對於新界租約在任內無法延長，金文泰曾感到十分失望。

#### 政治革新

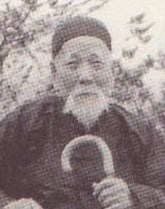
周壽臣爵士

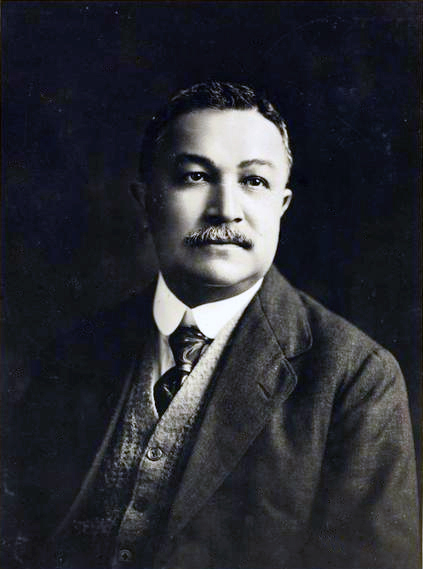
布力架

在政治改革上，金文泰對行政立法兩局進行革新。1926年，他委任立法局非官守議員周壽臣爵士兼任行政局非官守議員，填補遮打爵士逝世後遺下的議席，周壽臣成為香港歷史上首位華人行政局議員。金文泰最初提出周壽臣入局的建議時，英方表示反對。時任外務大臣奧斯汀·張伯倫爵士與殖民地大臣里奧·艾默里憂慮，周壽臣身為華人，入局可能有泄密之虞。金文泰稱歐裔議員也有泄密機會，行政局會議亦甚少討論機密事務。英國政府最終接受金文泰的建議，但同時規定行政局議員自此不可接觸機密文件。
立法局方面，金文泰逐步加強其代表性，1929年委任布力架為立法局非官守議員，使葡萄牙人首度在立法局有代表議席；他委任華人律師曹善允為立法局非官守議員，使局內首次有九龍居民。1929年，立法局官守議員人數增加兩名，非官守議員人數則由六名增至八名，當中包括周壽臣爵士、羅旭龢、曹善允三名華人議員。局內非官守議員人數增加，但總督仍然握有絕對決定權。
1929年，時任海峽殖民地總督休·克利福爵士突然因病提早退休，金文泰於同年11月20日獲英廷委派接任。香港多位華人代表曾上書英廷要求挽留金文泰，未獲接納。
1930年2月1日，金文泰離開香港，結束四年多的任期，2月5日抵達新加坡履新。與他的舅父史密士爵士不同，自1896年7月馬來聯邦成立後，海峽殖民地總督均兼任新設的馬來亞高級專員一職，因此金文泰就任總督和英軍總司令時同時兼任高級專員一職。

### 海峽殖民地總督

#### 經濟大蕭條
金文泰上任海峽殖民地總督和馬來亞高級專員時正值全球經濟大蕭條，馬來亞半島未能倖免，經濟受到一定衝擊。有見及此，他在任內厲行節約，以量入為出為方針，大幅削減政府公共開支。公共服務受到一定影響，但成功使馬來亞渡過經濟難關，再加上馬來亞財政儲備豐厚，馬來亞地區受大蕭條的影響程度較歐美低。在金文泰主導下，海峽殖民地政府在1933年和1934年重新實現平衡預算，馬來聯邦轄下四個邦也在1934年貼近落實平衡預算的目標。
環球經濟大簫條期間，代表馬來亞經濟命脈的錫礦業和橡膠業首當其衝。為了扶助錫礦業，金文泰在1931年跟隨英政府決定引入國際限制計劃，與其他產錫國合作限制錫礦產出量以穩住國際錫礦價格，防止錫礦價格暴跌而損害自身經濟利益。類似的計劃曾經應用於橡膠業，在金文泰上任以前，馬來聯邦於1922年立法加入英政府制定的史蒂文森計劃（Stevenson Scheme），限制橡膠產量以控制市場價格；但由於計劃導致橡膠價格回升，引起美國輪胎業界等需要入口橡膠原材料的生產商強烈不滿；此外史蒂文森計劃只適用於大英帝國，荷蘭等未有加入，使馬來亞橡膠價格高於其他地區，變相損失國際市場佔有率，最終計劃在1928年被英政府廢止。
受大簫條拖累，環球橡膠價格步入1930年代因需求驟降而再度急跌，引入限制計劃又一次成為應對方法。1934年，英國、美國、法國、荷蘭、印度和泰國等達成新一份《國際橡膠規管協議》，同意合作限制橡膠產量以穩住橡膠價格。金文泰隨後準備為馬來亞引入有關國際協議，專程前往印尼爪哇拜會荷屬印尼總督，考察當地的情況，協議到他在1934年卸任後方告正式生效。他認為有關協議仍存有漏洞，擔心協議主要規範企業式大農場，變相鼓勵本地馬來人的家庭式橡膠種植，造成另一種的單方面規管，對大農場並不公平。

#### 地方分權

##### 背景與反應
地方分權是金文泰任內另一項相當關注的事務，政策某程度上因大蕭條而催生，但金文泰以前的殖民地政府也曾有類似的構思，只是未曾實現。當時英國治下的馬來亞半島大概可分成三部份：第一部份是由新加坡、檳城和馬六甲等埠組成的海峽殖民地，屬於英國的皇家殖民地，由海峽殖民地總督直接管轄，治理模式與其它英國殖民地大同小異；第二部份是由霹靂、雪蘭莪、森美蘭和彭亨四個蘇丹國在1896年組成的馬來聯邦；第三部份是餘下未有加入馬來聯邦、統稱為馬來屬邦的柔佛、吉打、吉蘭丹、玻璃市、登嘉樓五個蘇丹國。馬來聯邦和屬邦均奉英國為宗主國，受英國保護，但兩者的主要分別在於，前者由英方派駐於各邦的駐紮官作出實際管治，蘇丹並無實權；後者只由英方在各邦安插顧問，向蘇丹提供意見施加影響，蘇丹仍握有一定實權。聯邦和屬邦由身兼海峽殖民地總督的駐馬來土邦高級專員統轄，但高級專員遠在新加坡辦公，聯邦和屬邦的日常政務實際上由位於吉隆坡辦公的馬來聯邦布政司和各聯邦部門主要官員掌控。

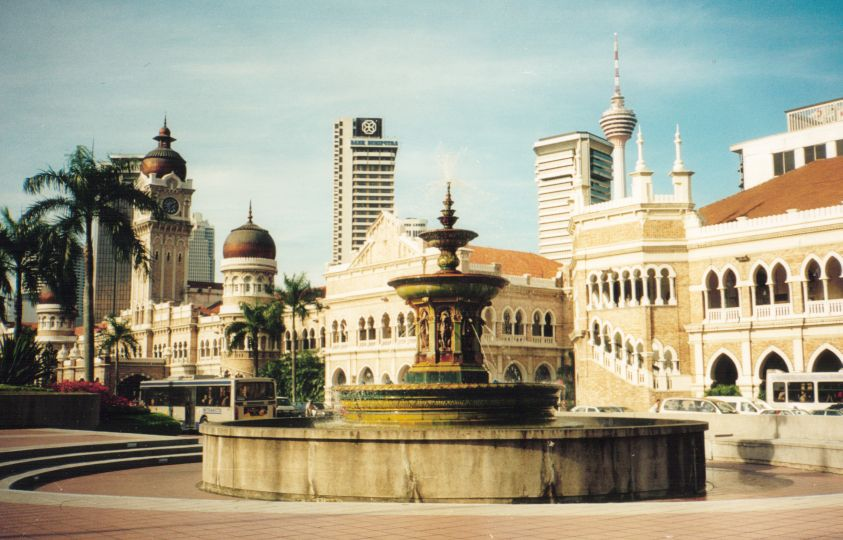
位於吉隆坡的聯邦司署（今蘇丹阿都沙末大廈）是馬來聯邦布政司及馬來聯邦政府的辦公地點

在金文泰眼中，英屬馬來亞的面積和人口與英格蘭相若，但分成不同部份、政出多門，造成架構重疊和行政低下等流弊，情況並不理想。為了加強對整個馬來亞半島的管理，他在任內提出地方分權的構思，由馬來聯邦下放權力，長遠使海峽殖民地、聯邦和屬邦結合為單一的馬來亞聯邦。利用地方分權，他希望可以簡化行政、節省開支、提高效率和結合力量，使馬來亞更加強大，達致消除地方分野和促進經濟發展的目標。他同時強調會以各地合作為重心，確保地方分權在保留各地歷史獨特性和自主性的前提下進行。金文泰的地方分權方案還提議長遠廢除馬來聯邦布政司一職，削奪聯邦部門權力；聯邦政府總部屆時將由吉隆坡遷往新加坡，由一名高級專員秘書協助下由高級專員掌握大權，直接對各邦作出管治。
金文泰的方案起初原則上得到殖民地部、海峽殖民地華人領袖、殖民地官僚、馬來聯邦部份商界的支持，但方案實際上對各界引起的憂慮卻顯得更為明顯。金文泰在1931年8月和1932年4月的杜爾巴向各邦蘇丹公佈方案細節後，更使大馬政界引起對地方分權的恐懼。除了得到馬來聯邦各邦蘇丹和馬來人精英支持以外，金文泰的方案幾乎遭到各界反對。其中，馬來屬邦的蘇丹視計劃為削奪權力的陰謀，擔心日後會像馬來聯邦的蘇丹一樣淪為傀儡，因此反抗聲音最大，吉打和柔佛兩個屬邦更結合起來反對落實方案。不少蘇丹、馬來聯邦主流商界和馬來人精英均反對把海峽殖民地納入分權方案，擔心日後經濟重心傾向新加坡等港口城市，有損既得利益；殖民地部對此也有保留，擔心會影響新加坡和檳城本身享有的自由港地位，可能涉及土地割讓，必須從長計議。不少殖民地官僚也對金文泰的方案持反對態度，批評分權會破壞馬來聯邦既有的管治制度，把權力由殖民地官僚下放到本土馬來人之手，更有削奪權力的意味。至於廢布政司、放權到邦務會議、馬來精英和蘇丹等建議，在殖民地部和馬來聯邦商界看來，也有可能變相拖低聯邦行政效率之虞。《海峽時報》甚至曾經形容分權方案無異於「時光倒流」，並不可取。大馬華人和印裔人士憂慮地方分權會使施政向馬來人傾斜，方案集中強化馬來人的政治參與等同削弱華人等小數群體的影響力。當時儘管殖民地當局多次否認，不少大馬華人認為政府施政側重馬來人，這些例子包括金文泰在任內對公務員開始實施本土化，又計劃推廣馬來文化和馬來語，將之編入當地的教育課程等，種種事例使華人社群對分權計劃更感憂慮。

##### 威爾遜報告書
面對各界對地方分權的種種憂慮，金文泰依舊按計劃部署，1932年初相繼改組馬來聯邦轄下霹靂、雪蘭莪、森美蘭和彭亨四地的邦務會議，為邦務會議日後擁有更大自主權制定預算、以及由聯邦政府下放更多不屬於聯邦範疇的事務到地方層面鋪路。由於多方阻力，加上英政府的不明取態，地方分權的進程加添變數，特別是金文泰著手準備展開地方分權時，時任殖民地大臣菲力浦·坎利夫-李斯德爵士多次在英國下議院質詢環節和公開回覆當中強調殖民地部仍在審視有關計劃，也未有批准任何地方分權方案，並表示只有當馬來聯邦民意支持下才會考慮進一步的地方分權措施。
金文泰與坎利夫-李斯德對地方分權的口徑不一和迥異取態，使整件事更顯得撲朔迷離。幾經各方熱議，英政府在1932年10月終決定派出殖民地部常務次官陸軍准將塞繆爾·威爾遜爵士前往馬來亞實地考察，收集各方對地方分權的意見。1933年發表的《威爾遜報告書》中，金文泰構思的地方分權規模被大幅削減。該報告書反對廢除馬來聯邦布政司一職，僅建議削弱其職能和把職稱改為聯邦司；報告書除了同意增強邦務會議的財政和立法權力、同意聯邦部門進一步受到邦務會議監察以外，再沒有提出其他地方分權的建議。
《威爾遜報告書》標誌著金文泰的地方分權計劃以失敗告終，1934年金文泰卸任後，繼任的珊頓·托馬斯爵士對地方分權並不熱衷，殖民地當局再沒有舊事重提。雖然如此，邦務會議的改組，以至是《威爾遜報告書》的發表，再加上金文泰在任內為馬來亞組建郵政聯盟和研究引入海關聯盟等，均為馬來亞地區消除地域分野和為建立更融合的聯盟奠定基礎。直到第二次世界大戰後的1946年，類似於金文泰構思的馬來亞聯邦才告成立，結合原來的馬來聯邦、馬來屬邦、原屬於海峽殖民地的檳城和馬六甲兩地，但新加坡被分立為一個皇家殖民地，新的聯邦始終把新加坡排除在外。兩年後，馬來亞聯邦復於1948年改組為馬來亞聯合邦。

#### 基礎建設

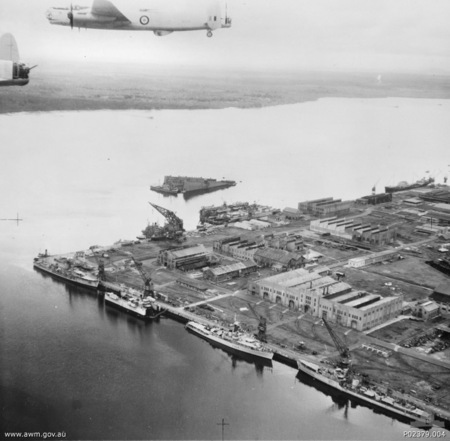
新加坡海軍基地

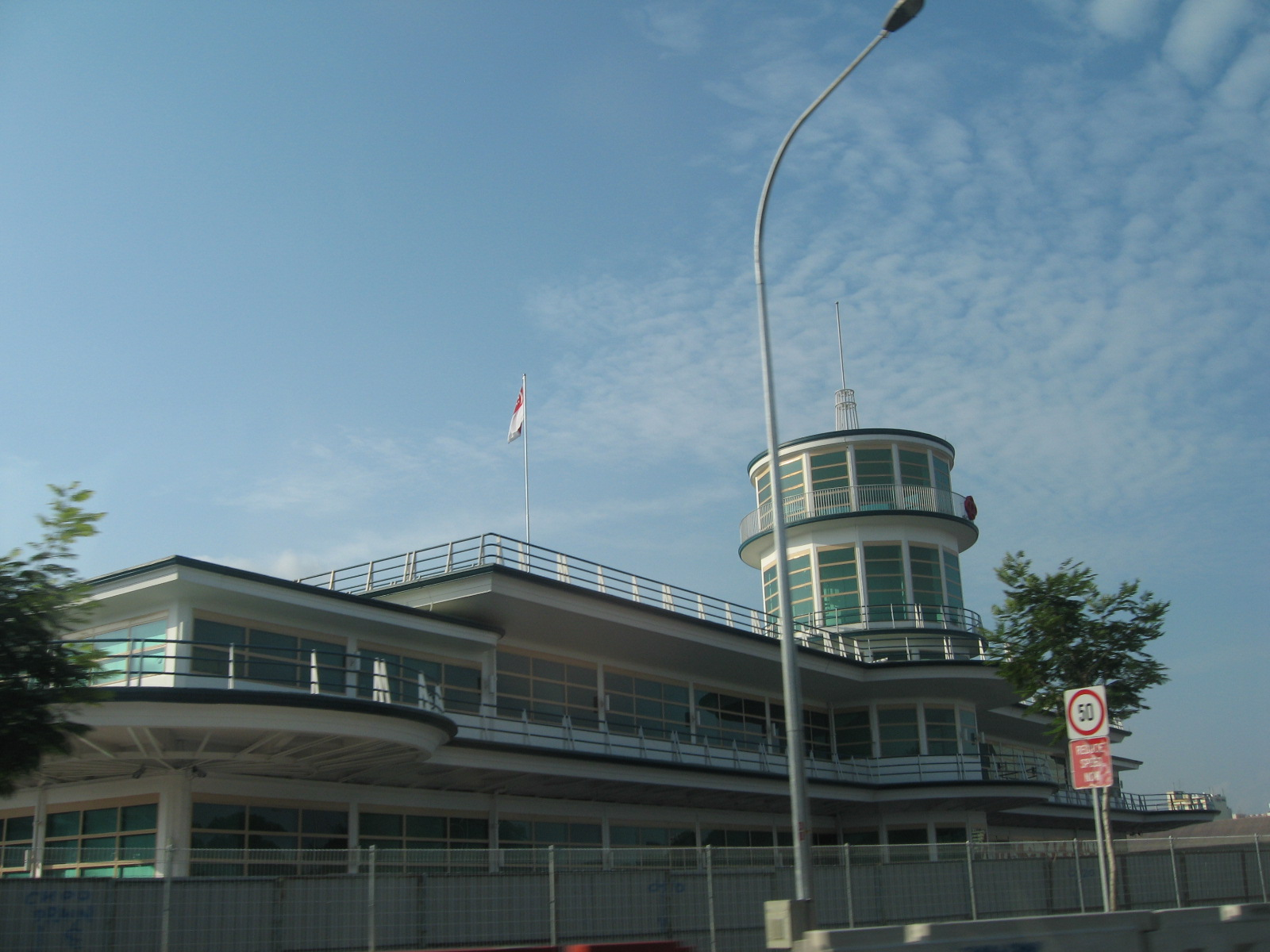
加冷機場

金文泰在海峽殖民地總督任內主持新加坡不少重要基建建設，較突出的是位於新加坡島北部三巴旺的皇家海軍基地。在新加坡興建海軍基地的構思最初由自由黨籍英國首相大衛·勞合·喬治在1919年提出，目的是在遠東太平洋建立海軍要塞，維護英國利益，以制衡日益強大的日本海軍。1923年，英政府首先撥款建造一個浮動船塢，該船塢在英國建造，1928年運抵新加坡，海軍基地的建造工程也原訂在同年正式展開。
但當時的殖民地政府本身已需要向英廷連年上繳軍費，數額可多至政府每年收入兩成、或等同實際的駐軍開支，以較少者為準；輿論對於殖民地要額外上繳軍費支援海軍基地的建築開支普遍持反對意見；再加上1929年後環球大蕭條、裁軍運動興起等原因，基地的工程一再押後。
1931年和1932年九一八事變和一二八事變相繼發生後，日本對外侵略的野心顯露無遺，輿論才意識到英軍在新加坡興建海軍基地的迫切性。在這個背景下，海峽殖民地立法局在1933年10月25日通過決議，由1933年4月1日起連續四個財政年度，把每年撥出的軍費由原來的360萬叻幣上調至400萬叻幣；翌年2月12日，立法局通過額外向英廷上貢100萬叻幣，以支援基地的建設。雖然如此，新加坡海軍基地要遲至1938年2月才初步建成；數年以後，新加坡在太平洋戰爭爆發後不久於1942年2月15日陷落，基地即落入日方手中，當時基地仍未完全竣工。
除海軍基地之外，由於新加坡的實里達機場不敷使用，曾在香港支持興建啟德機場的金文泰於1931年宣佈選址加冷以興建一座全新的機場，表示新機場將會是「世界最大、最好、和最重要的機場」。新機場的興建歷時多年，到金文泰卸任後的1937年才告落成。新機場被命名為加冷機場，是新加坡首座正式的民用機場，在當時被譽為「大英帝國最好的機場」。在1955年被巴耶利峇機場取代以前，加冷機場一直是區內最重要的機場。
金文泰任內見證丹戎巴葛火車總站和紅燈碼頭（Clifford Pier）在1932年和1933年相繼落成啟用。金文泰在1933年6月主持位於新加坡中區的紅燈碼頭落成啟用儀式，由於新碼頭選擇以前任總督休·克利福爵士命名，棄用以新加坡開埠初年一位著名紳商命名的舊名「莊士敦碼頭」（Johnston Pier），儀式遭到部份不滿的商人杯葛。紅燈碼頭一度成為新加坡的主要碼頭之一，到2006年才告關閉，並獲保育作旅遊和零售用途。

#### 內政事務
金文泰出仕英屬馬來亞期間採取不少涉及大馬華人的舉措，較矚目的包括在上任後不久宣佈取締中國國民黨大馬分部、1932年限制移民入境等。1930年2月5日金文泰就任海峽殖民地總督和馬來亞高級專員當天，中國國民黨大馬分部在新加坡召開大會，在場外懸掛中國國民黨黨旗，逾40人出席。會議歷時兩天，至2月7日結束，引起輿論關注。金文泰在同月20日召見有關負責人問話，隨後以國民黨大馬分部招攬大馬華人入黨、考察大馬華商實力、滲入華文學校和控制校政、植入反英教材、操控華文報章和鼓吹甘地的不合作運動等理由，宣佈取締國民黨大馬分部，並禁止國民黨在大馬舉行集會、出版宣傳物和徵收會費。
事件發生後，金文泰與時任中華民國外交部部長王正廷和英國駐華大使藍浦生爵士多番交涉，取得成果，促成海峽殖民地立法局在1931年10月立法通過修訂《社團條例》，收緊對社團的管制，但仍准許大馬華人擁有中國國民黨黨籍。馬來聯邦和屬邦隨後跟隨海峽殖民地的做法，相繼立法作出同樣的規限。金文泰取締國民黨大馬分部一事性質敏感，但確保了當地的內部安全，得到立法局非官守議員陳禎祿等海峽華人領袖支持。1932年，金文泰仿傚他在港督任內的做法，決定恆常任命華人到海峽殖民地行政局，任職執業大律師的立法局華人非官守議員黃瑞朝遂成為多年來首位獲得委任的行政局華人非官守議員。

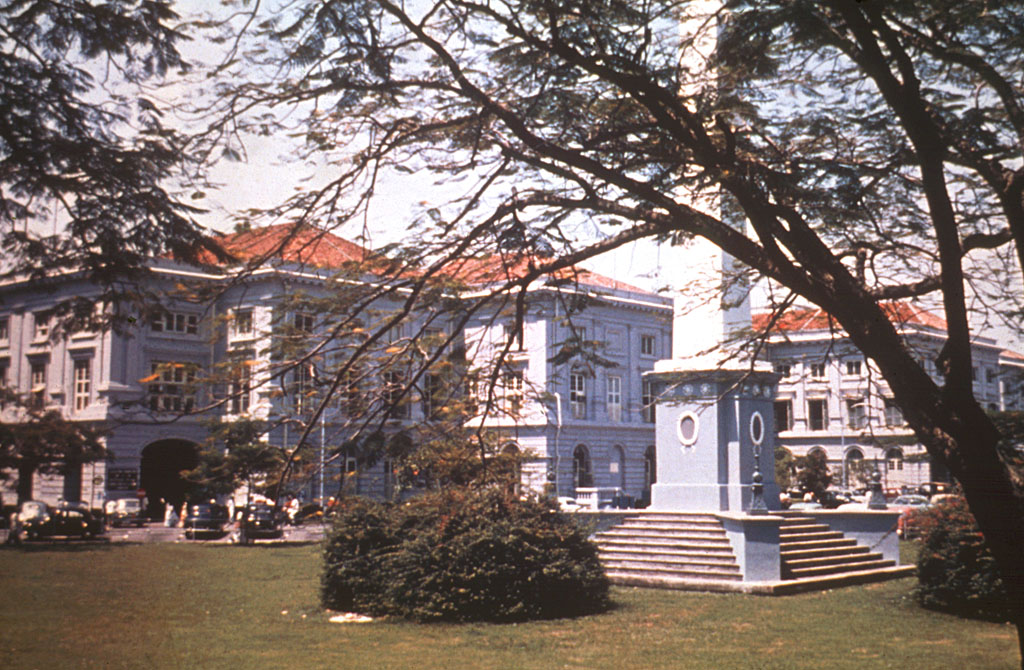
位於皇后坊大廈（圖）的海峽殖民地立法局在1931年和1932年分別立法通過收緊對社團和移民的管制

金文泰收緊移民的決定與經濟不景有關。大蕭條以前，由於經濟暢旺，勞動市場需求殷切，不少華人前來定居，尋找工作機會。後來經濟不景，剩餘勞動力繼續移入，進一步拖累經濟復甦。金文泰1932年為海峽殖民地引入《外國人條例》（Aliens Ordinance），賦予政府更大權力，從質和量著手限制和甄別移民入境。有關條例在1933年1月1日起生效後，同類措施隨後更進一步推至馬來亞全境，使當地入境政策比起1920年代大幅收緊。儘管新例不針對個別種族，但華人過往在移民人口中佔大多數，所受影響最大，當地華人社群有不少聲音認為條例背後以針對華人為實，對華人不公。
金文泰介入馬來聯邦雪蘭莪蘇丹的王位繼承問題。當時的在位蘇丹蘇萊曼已達暮年，繼位人選問題引起英廷關注。時任拉惹慕達（相等於王儲）、即蘇萊曼的正室長子東姑慕沙爾丁（Tengku Musa-eddin）被指生活糜爛，且欠下多筆私人債務。有見及此，英方曾先後在1928年和1931年對東姑慕沙爾丁作出嚴正警告，但情況始終沒有改善。1933年蘇萊曼步入70歲高齡，金文泰認為有必要插手，當年鄭重警告拉惹慕達，如果生活再不檢點，將考慮廢除其拉惹慕達的身份，另立他人。
慕沙爾丁是蘇萊曼的正室長子，但雪蘭莪蘇丹王位從來沒有規定必須由正室長子繼承。金文泰的行動最終促使慕沙爾丁在1934年遭正式謫除拉惹慕達身份，當時金文泰已經卸任。在英方心目中最具才華和最具管治才能的蘇丹二妾次子東姑叻沙馬納（Tengku Laksamana）獲改立為拉惹慕達，但蘇萊曼未曾參與有關人選的討論，到冊立前不久才獲告知消息，全程被蒙在鼓裡，因此對英方做法相當不滿。1937年蘇萊曼駕崩，叻沙馬納在英方支持下繼位為蘇丹希山穆丁。1942年大馬遭日本攻陷後，日方一度擁立慕沙爾丁為蘇丹慕沙基亞督丁利亞沙.1945年日本無條件投降後，希山穆丁即順利復位。

### 晚年生涯
金文泰在馬來亞供職期間的表現獲得英廷肯定，1931年獲勳GCMG勳銜。他在任內嘗試推動不少有遠見的政策，但遇上多方阻力被迫妥協，未能一展抱負；加上他身兼兩職，公務繁重，又要經常走訪馬來亞各地，使他在任內患上糖尿病。1934年2月16日，金文泰返英休假，6月傳出以健康理由辭職及提早退休，結束只有大約四年的任期，年齡也只有59歲。他的遺缺一度由海峽殖民地輔政司郝德傑爵士署任，同年11月由西非黃金海岸總督珊頓·托馬士爵士接替。
退休後的金文泰定居英國，閒時主要把時間花到寫作和學術研究上，1940年至1941年間獲邀出任倫敦的綢布商人同業公會主席（Master of Mercers' Company）。金文泰晚年居於白金漢郡海威科姆附近的霍爾默閣（Holmer Court），1947年4月5日因心臟衰竭在府上逝世，終年71歲。他的遺體經火化後獲安葬於白金漢郡的潘街教堂（Penn Street Church）。同年9月9日，他的遺產經估值後總值3,983英鎊19仙令2便士。

## 個人生活
金文泰在1912年4月16日在香港娶佩內洛普·露絲·科博德·艾爾斯，MBE（Penelope Rose Cobbold Eyres，1889年－1970年）為妻。金夫人的父親是海軍上將C·J·艾爾斯，DSO，OBE（Admiral C. J. Eyres），曾經派駐香港，金夫人在隨父親居港期間結識了金文泰。
金文泰夫婦的關係要好，金夫人一直全力支持丈夫的工作。金文泰夫婦育有一子三女，其子克雷斯韋爾·克萊門蒂（Cresswell Clementi，1918年－1981年）曾在皇家空軍任少將。克雷斯韋爾的兒子大衛·克萊門蒂爵士（Sir David Clementi，1949年2月25日－），即金文泰爵士的孫兒，在2002年至2008年任英國保誠保險主席。金文泰生前是皇家帝國學會會員。

## 學術成就

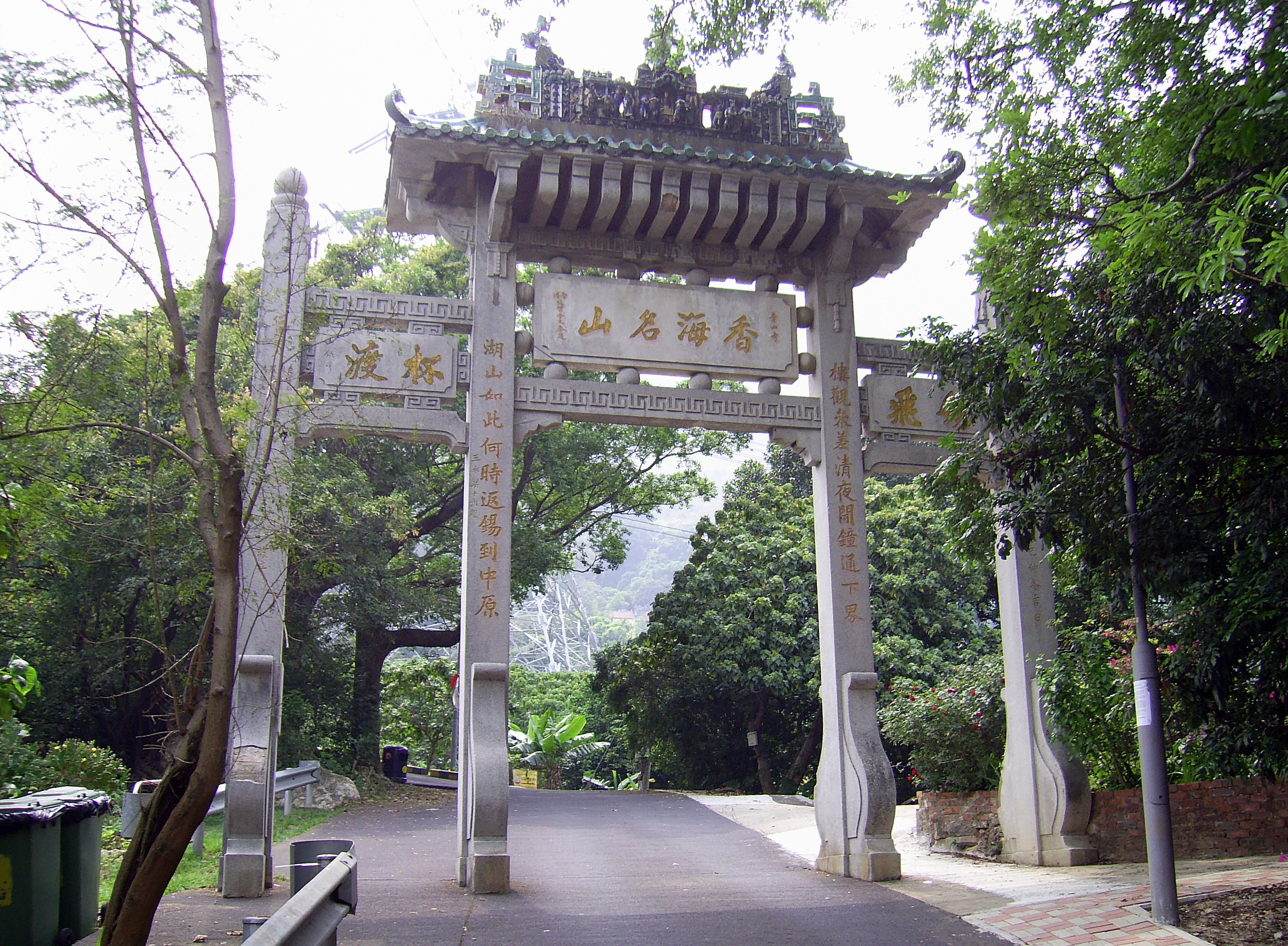
香海名山牌樓

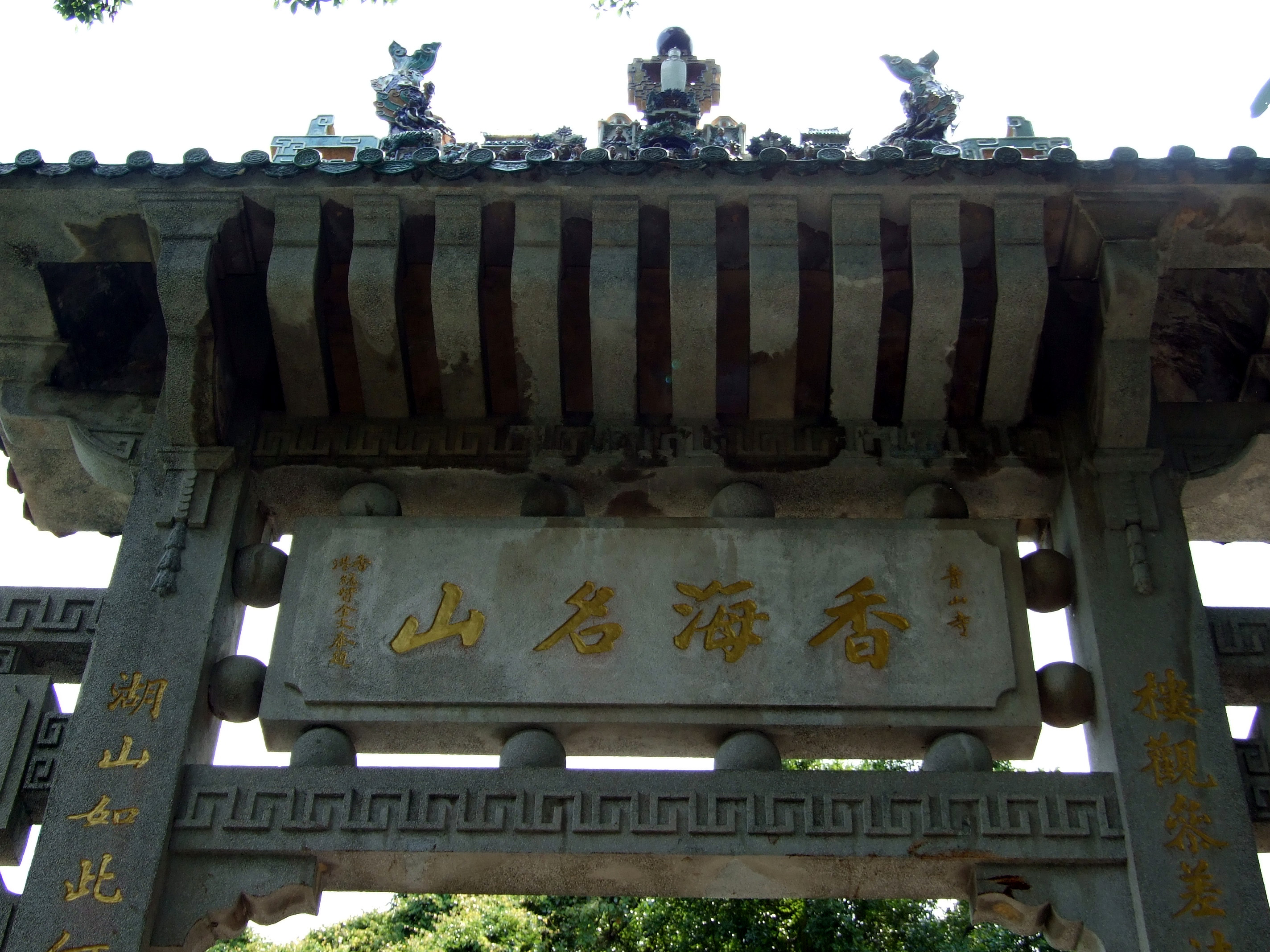
牌樓上「香海名山」四字由金文泰爵士親筆手書

金文泰爵士熱愛漢學，是皇家亞洲學會院員，除了熟習廣東話和官話外，還擅寫書法，通曉中國詩詞，是一位典型的漢學家和「中國通」。他曾將清代文學家招子庸所著的《解心粵謳》翻譯成英文Cantonese Love Songs（《廣東話情歌》），並出版成書，首次把《粵謳》介紹到英語世界。香港屯門通往青山禪院的路上自1929年豎立一道香海名山牌樓，牌樓上「香海名山」四個大字即為金文泰兩訪禪院後親筆題寫。該座牌樓在1985年連同青山禪院獲評定為一級歷史建築，隨後於2010年獨立地獲同一評級。
金文泰是少有的學者總督，著有The Chinese in British Guiana（《英屬圭亞那華人》）及A Constitutional History of British Guiana（《英屬圭亞那憲制史》）等多本著作，備受稱許；印度詩人泰戈爾1928年訪問香港時曾評價金文泰是「我在東方遇過最有修養的歐洲人」。
金文泰熱愛四處遊歷。早年在香港任職的時候，他每當休假的時候都會深入中國各省遊歷，著有多份考察紀事。皇家地理學會向他授予院士資格，1912年向他頒贈卡思伯特·皮克獎（Cuthbert Peek Award）作為肯定。金文泰結識妻子後，夫婦倆也常常遊歷，曾經遊遍中國各地，又深入印度等地。在香港生活和任職期間，金文泰夫婦也遊歷各處郊野，新界地區不少山徑都是最先由他們開辟而來。金文泰夫婦時常在郊野騎馬，兩條他們在香港島經常策騎的山徑分別獲後人命名為金督馳馬徑和金夫人馳馬徑。

## 部份著作
- 金文泰爵士著作：[3]
  - Notes on a journey recently undertaken through the interior of China, 1902. 
    - （直譯：《有關最近一次穿越中國內陸的旅程筆記》，1902年。）

  - Cantonese Love Songs. Oxford: Clarendon Press, 1904. 
    - （即粵謳之意，為首部粵謳英譯本[55]。牛津：克拉倫敦出版社，1904年。）

  - Pervigilium Veneris, 1911. 
    - （直譯：《提貝里亞努斯》，1911年。）

  - Summary of Geographical Observations taken during a journey from Kashgar to Kowloon (1907-8). Hongkong: Noronha, 1911. 
    - （直譯：《從喀什到九龍途上的地理考察摘要（1907－08年）》。香港：羅郎也，1911年。）

  - Bibliographical and Other Studies on the Pervigilium Veneris. Oxford: B. H. Blackwell or London: Humphrey Milford, 1913. 
    - （直譯：《提貝里亞努斯在書目和其他方面的研究》。牛津：B·H·布萊克韋爾；倫敦：漢佛萊·米爾福德，1913年。）

  - The Chinese in British Guiana. Georgetown：Argosy, 1915. 
    - （直譯：《英屬圭亞那華人》。喬治敦：阿吉斯，1915年。）

  - Elements in Analysis of Thought. B. Blackwell, 1933. 
    - （直譯：《思考分析要素》。B·布萊克韋爾，1933年。）

  - A Constitutional History of British Guiana. London：Macmillan, 1937. 
    - （直譯：《英屬圭亞那憲制史》。倫敦：麥美倫，1937年。）

- 金夫人著作：[3]
  - Through British Guiana To The Summit Of Roraima. T. Fischer Unwin, 1920.
    - （直譯：《穿越英屬圭亞那前往羅賴馬山之巔》。T·菲舍爾·安文，1920年。）

## 榮譽

### 殊勳

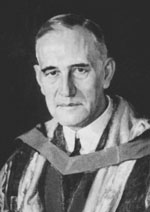
身穿香港大學榮譽法學博士袍的金文泰爵士

- 以下列出榮譽全稱及縮寫：^ 
  - 太平紳士（J.P.） （官守，1902年－1913年[3]）
  - 聖米迦勒及聖喬治同袍勳章（C.M.G.） （1916年英皇壽辰授勳名單[14]）
  - 聖米迦勒及聖喬治爵級司令勳章（K.C.M.G.） （1926年元旦授勳名單[15]）
  - 聖約翰爵級司令勳章（K.St.J.） （1926年6月19日[16]）
  - 聖米迦勒及聖喬治爵級大十字勳章（G.C.M.G.） （1931年英皇壽辰授勳名單[51]）
  - 皇家地理學會院士（F.R.G.S.[3]）
  - 皇家亞洲學會院員（M.R.A.S.[3]）

### 榮譽學位
- 榮譽法學博士 （香港大學，1926年[4]）
- 榮譽院士 （牛津大學莫德林學院，1938年[3]）

## 名稱紀念
香港
- 金文泰中學（Clementi Secondary School）：位於香港島北角，原為金文泰於1926年創立的官立漢文中學。學校在1951年改今名，金夫人得知此事後於1958年1月4日自英國寄贈「金文泰爵士紀念杯」一座，以為紀念。[56]
- 金文泰道（Clementi Road）：位於香港島畢拉山的一條小路。
- 金督馳馬徑（Sir Cecil's Ride）：位於香港島東區郊區，據聞金文泰任在香港時，時常騎馬於此。[1]
- 金夫人馳馬徑（Lady Clementi's Ride）：位於香港仔水塘，以金文泰夫人命名。[1]
- 金文泰號（Sir Cecil Clementi）：昔日香港政府擁有的一艘汽船。[57]

東南亞
- 金文泰路（Clementi Road）：新加坡一條命名於1947年的街道。該路的延伸段被擴建為金文泰大道（Clementi Avenue），而其周邊地區多處後來同樣以金文泰命名，包括以下：
  - 金文泰新鎮：位於金文泰大道周邊的一個住宅區。
  - 金文泰体育场：位於金文泰的體育場，在1983年起開放。
  - 金文泰地铁站：位於金文泰的新加坡地铁东西线车站，在1988年起啟用。
  - 金文泰公共圖書館：新加坡圖書館管理局（英语：National Library Board）旗下的公共圖書館，在2001年開幕。
  - 金文泰巴士转换站：位於金文泰的巴士车站，在2011年開始服務。
- 七條路（Cecil Street）：馬來西亞檳城首府喬治市的一條街道。

- 金文泰中學
- 香港的金督馳馬徑
- 香港的金夫人馳馬徑，又名金夫人徑
- 新加坡地鐵的金文泰地鐵站

## 注腳
1. 1 2 3 4 5 6 7 8 9 10 11 12 13 14 15 16 17 18 19 20 21 22 23 24 25 26 27  Airlie (2004)
2. ↑  "SIR CECIL CLEMENTI'S FIRST SPEECH IN MALAYA" (5 February 1930)
3. 1 2 3 4 5 6 7 8 9 10 11 12 13 14 15 16 17 18 19  "CLEMENTI, Sir Cecil" (1996)
4. 1 2 3 4 5 6 7 8 9  "Sir Cecil CLEMENTI" (1926)
5. 1 2 3 4 5 6 7 8 9 10 11 12 13 14 15 16 17 18 19 20 21 22 23 24 25 26 27 28  Welsh (1997)
6. 1 2 3 4 5 6 7 8 9 10 11 12 13 14 15 16 17 18 19 20 21 22 23 24  "Sir Cecil Clementi resigns the Governorship" (15 June 1934)
7. ↑  Mellor (1992), p. 152.
8. ↑  〈1912年：港府不准孫中山登岸，港人開會歡迎孫中山〉（2005年）
9. 1 2  "SIR CECIL CLEMENTI IN CEYLON" (15 January 1930)
10. 1 2 3 4 5 6  Spurr (1995), p. 153.
11. ↑   (PDF). 大公報. 2021年6月12日. （原始内容存档 (PDF)于2022）.
12. ↑  "Hong Kong" (retrieved on 16 June 2013)
13. 1 2 3  Spurr (1995), p. 156.
14. 1 2  "Supplement to Issue 29608 （页面存档备份，存于）", London Gazette, 2 June 1916, p. 5.
15. 1 2  "Supplement to Issue 33119", London Gazette, 29 December 1925, p. 5.
16. 1 2  "Supplement to Issue 33174", London Gazette, 22 June 1926, p. 1.
17. 1 2 3 4 5  張連興（2007年6月），頁219至221。
18. 1 2 3  張連興（2007年6月），頁222至223。
19. ↑  張連興（2007年6月），頁217。
20. 1 2 3 4 5 6 7  Spurr (1995), p. 155.
21. 1 2 3 4  Lee and So (2006), pp. 463-466.
22. 1 2  〈百載建設〉（2001年）
23. 1 2 3 4  張連興（2007年6月），頁223至224。
24. 1 2 3 4  張連興（2007年6月），頁223。
25. 1 2  魯迅（1927年）
26. ↑  王齊樂（1983年）
27. 1 2 3  "H.E. The Governor Lays St. Stephen's College Foundation Stone" (28 April 1928)
28. 1 2 3 4 5  張連興（2007年6月），頁224至226。
29. 1 2 3  張連興（2007年6月），頁218至219。
30. ↑  張連興（2007年6月），頁222。
31. 1 2  "Straits Settlements" (retrieved on 16 June 2013)
32. 1 2 3 4 5 6 7 8 9 10 11 12 13 14 15 16 17 18 19 20 21 22 23 24 25  "SIR CECIL CLEMENTI PESSIMISTIC OVER SUCCESS OF RESTRICTION" (14 June 1934)
33. 1 2 3 4 5 6 7  Yeo (1973), p. 6.
34. ↑  Saravanamuttu (2010), pp. 58-59.
35. ↑  Andaya (1982), p. 183.
36. 1 2 3 4 5 6 7 8  Yeo (1973), p. 7.
37. 1 2 3 4 5 6 7 8 9  Yeo (1973), p. 8.
38. ↑  Saravanamuttu (2010), p. 59.
39. 1 2 3  "The Decentralisation Mystery" (13 April 1932)
40. ↑  "SIR SAMUEL WILSON LEAVES FOR MALAYA" (21 October 1932)
41. 1 2 3  Saravanamuttu (2010), p. 60.
42. 1 2 3 4  Corfield (2010), p. 189.
43. 1 2 3 4 5 6  Kratoska (1998), pp. 26-27.
44. 1 2 3 4 5 6  Cornelius and Chew (retrieved on 16 June 2013)
45. 1 2 3  Cornelius (retrieved on 16 June 2013)
46. 1 2 3  Emerson (1934), pp. 265-266.
47. 1 2 3 4 5 6 7  Emerson (1934), pp. 268-269.
48. ↑  "Mr. Wee Swee Teow, O.B.E." (3 January 1935)
49. ↑  "THE NEW ALIENS ORDINANCE" (18 December 1932)
50. 1 2 3 4 5 6 7 8 9 10  Yeo (1971), pp. 169-170.
51. 1 2  "Supplement to Issue 33722", London Gazette, 2 June 1931, p. 4.
52. 1 2  "CLEMENTI, Sir David (Cecil)" (2012)
53. 1 2  〈建設及建築物－歷史建築(四)荃灣及屯門〉（造訪於2013年6月16日）
54. ↑  張連興（2007年6月），頁226。
55. ↑  梁培熾. . . 香港: 舊金山州立大學亞美硏究學系. 1988: 185,201–203.
56. ↑  《金文泰爵士略傳》（造訪於2013年6月16日）
57. ↑  Akers-Jones (2004), pp. 24-25.

### 英文資料
- "Sir Cecil CLEMENTI（页面存档备份，存于）", HKU Honorary Graduates, delivered in 1926.
- "H.E. The Governor Lays St. Stephen's College Foundation Stone", The Hongkong Daily Press, 28 April 1928, p. 4.
- "SIR CECIL CLEMENTI IN CEYLON（页面存档备份，存于）", The Straits Times, 15 January 1930, p. 12.
- "SIR CECIL CLEMENTI'S FIRST SPEECH IN MALAYA（页面存档备份，存于）", The Straits Times, 5 February 1930, p. 11.
- "The Decentralisation Mystery（页面存档备份，存于）", The Straits Times, 13 April 1932, p. 10.
- "SIR SAMUEL WILSON LEAVES FOR MALAYA（页面存档备份，存于）", Singapore Daily News, 21 October 1932, p. 1.
- "THE NEW ALIENS ORDINANCE（页面存档备份，存于）", The Straits Times, 18 December 1932, p. 1.
- "SIR CECIL CLEMENTI PESSIMISTIC OVER SUCCESS OF RESTRICTION（页面存档备份，存于）", The Straits Times, 13 April 1932, p. 10.
- "Sir Cecil Clementi resigns the Governorship（页面存档备份，存于）", The Straits Times, 15 June 1934, p. 11.
- Emerson, Rupert, "The Chinese in Malaysia", Pacific Affairs, Vol. 7, No. 3. Pacific Affairs, University of British Columbia, September 1934, pp. 260-270.
- "Mr. Wee Swee Teow, O.B.E.（页面存档备份，存于）", The Straits Times, 3 January 1935, p. 13.
- Yeo, Kim-wah, "The Selangor Succession Dispute, 1933-38", Journal of Southeast Asian Studies, Vol. 2, No. 2. Cambridge University Press (on behalf of Department of History, National University of Singapore), September 1971, pp. 169-184.
- Yeo, Kim-wah, Political Development in Singapore: 1945-55（页面存档备份，存于）. Singapore: NUS Press, 1973.
- Andaya, Barbara Watson, and, Andaya, Leonard Y., A History of Malaysia. Hong Kong: Palgrave Macmillan, 1982.
- Mellor, Bernard, Lugard in Hong Kong: Empires, Education and a Governor at Work, 1907-1912. Hong Kong: Hong Kong University Press, 1992.
- Spurr, Russell, Excellency: the Governors of Hong Kong. Hong Kong: FormAsia, 1995.
- "CLEMENTI, Sir Cecil", Who was Who. London: A & C Black, 1996.
- Welsh, Frank, A History of Hong Kong. HarperCollins, 1997.
- Kratoska, Paul H., The Japanese Occupation of Malaya, 1941 - 45. C. Hurst & Co. Publishers, 1998.
- Airlie, Shiona M., "Clementi, Sir Cecil (1875–1947)", Oxford Dictionary of National Biography 5th edition. Oxford University Press, 2004.
- Akers-Jones, Sir David, Feeling the Stones: Reminiscences by David Akers-Jones. Hong Kong: Hong Kong University Press, 2004.
- Lee, A. C. W., and, So, K. T., "Child slavery in Hong Kong: case report and historical review（页面存档备份，存于）", Hong Kong Medical Journal Vol 12, 6 December 2006, pp. 463-466.
- Saravanamuttu, Manicasothy, The Sara Saga. Penang: Areca Books, 2010.
- Corfield, Justin, Historical Dictionary of Singapore（页面存档备份，存于）. Scarecrow Press, 2010.
- "CLEMENTI, Sir David (Cecil)", Who's Who 2013. London: A & C Black, 2012.
- Cornelius, Vernon,  and, Chew, Valerie, "Sir Cecil Clementi（页面存档备份，存于）", SingaporeInfopedia, retrieved on 16 June 2013.
- Cornelius, Vernon, "Clifford Pier", SingaporeInfopedia, retrieved on 16 June 2013.
- "Straits Settlements（页面存档备份，存于）", WorldStatesmen.org, retrieved on 16 June 2013.
- "Hong Kong（页面存档备份，存于）", WorldStatesmen.org, retrieved on 16 June 2013.

### 中文資料
- 魯迅著，〈略談香港（页面存档备份，存于）〉，《語絲》周刊144期，1927年8月13日。
- 王齊樂著，《香港中文教育發展史》。香港：波文書局，1983年。
- 〈百載建設〉，《點滴話當年》，香港：水務署，2001年。
- 〈1912年：港府不准孫中山登岸，港人開會歡迎孫中山〉，《香港6000年》。香港：齡記出版有限公司，2005年。
- 張連興著，《香港二十八總督》。北京：朝華出版社，2007年6月。
- 《金文泰爵士略傳（页面存档备份，存于）》。香港：金文泰中學，造訪於2013年6月16日。
- 〈建設及建築物－歷史建築(四)荃灣及屯門（页面存档备份，存于）〉，《香港地方》，造訪於2013年6月16日。

## 外部連結
- 立法局會議記錄（英文）
  - 1925年（页面存档备份，存于）
  - 1926年（页面存档备份，存于）
  - 1927年（页面存档备份，存于）
  - 1928年（页面存档备份，存于）
  - 1929年（页面存档备份，存于）
  - 1930年（页面存档备份，存于）

- 其他
  - 香港大學贊辭（页面存档备份，存于）
  - 金文泰中學官方網站（页面存档备份，存于）
  - 曾焯文著，〈金督仙遊七十年（页面存档备份，存于）〉，香港獨立媒體網，2017年11月23日。
  - Decentralisation Proposals In Malaya, The Straits Times, 14 December 1932

| 政府职务                     | 政府职务                                             | 政府职务                         |
| ---------------------------- | ---------------------------------------------------- | -------------------------------- |
| 前任者： 譚臣（署理）        | 署理香港輔政司 1911年                                | 繼任者： 班士（署理）            |
| 前任者： 蒲魯賢（署理）      | 署理香港輔政司 1911年－1912年                        | 繼任者： 施勳                    |
| 前任者： 施勳                | 署理香港輔政司 1912年                                | 繼任者： 施勳                    |
| 前任者： C·T·考克斯          | 英屬奎亞那政府秘書 1913年－1921年                    | 繼任者： 英屬奎亞那輔政司        |
| 前任者： 英屬奎亞那政府秘書  | 英屬奎亞那輔政司 1921年－1922年                      | 繼任者： R·波帕姆·洛布           |
| 前任者： 格雷姆·湯姆森爵士   | 錫蘭輔政司 1922年－1925年                            | 繼任者： 符烈槎                  |
| 前任者： 威廉·曼寧爵士       | 署理錫蘭總督 1925年                                  | 繼任者： 愛德華·亞歷山大（署理） |
| 前任者： 施勳爵士（署理）    | 第17任香港總督 1925年－1930年                        | 繼任者： 修頓爵士（署理）        |
| 前任者： 約翰·史考特（署理） | 海峽殖民地總督兼 英國駐馬來亞高級專員 1930年－1934年 | 繼任者： 郝德傑（署理）          |